# Uromys porculus
el raton de guadacanal (Uromys porculus) es una especie de roedor de la familia Muridae. No se la ha coleccionado desde  1886 y 1888, así que posiblemente es extinta.
Se encontraba sólo en la islas Salomón.